# Francisco Álvarez (poeta)
Francisco Álvarez (Manatí, 1847 – Manatí, 1881) è stato un poeta portoricano.
È ricordato esclusivamente per le sue Obras Literarias, contenenti liriche e poemetti e pubblicate postume nel 1882.